# Anchiphiloscia karongae
Anchiphiloscia karongae är en kräftdjursart som beskrevs av Stebbing 1908. Anchiphiloscia karongae ingår i släktet Anchiphiloscia och familjen Philosciidae. Inga underarter finns listade i Catalogue of Life.